# Camptopoeum handlirschi
Camptopoeum handlirschi är en biart som beskrevs av Heinrich Friese 1900. Camptopoeum handlirschi ingår i släktet Camptopoeum och familjen grävbin. Inga underarter finns listade.